# Máximos anotadores de drops en partidos de prueba

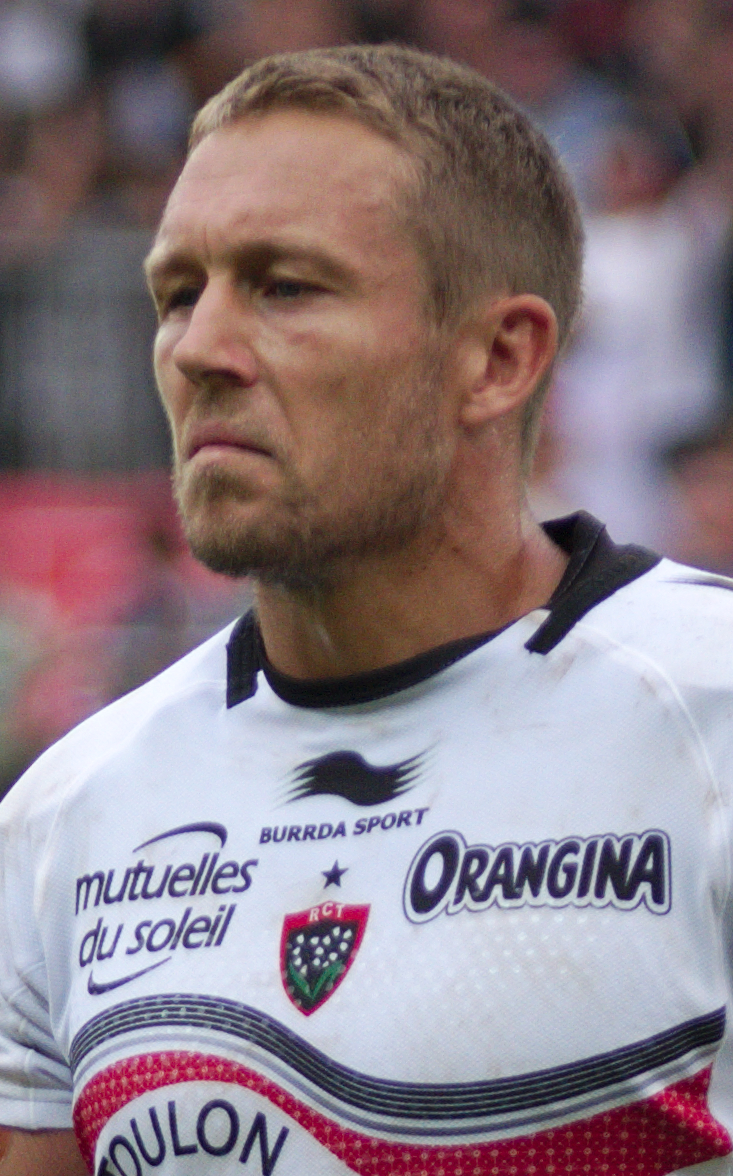
Jonny Wilkinson posee el récord.

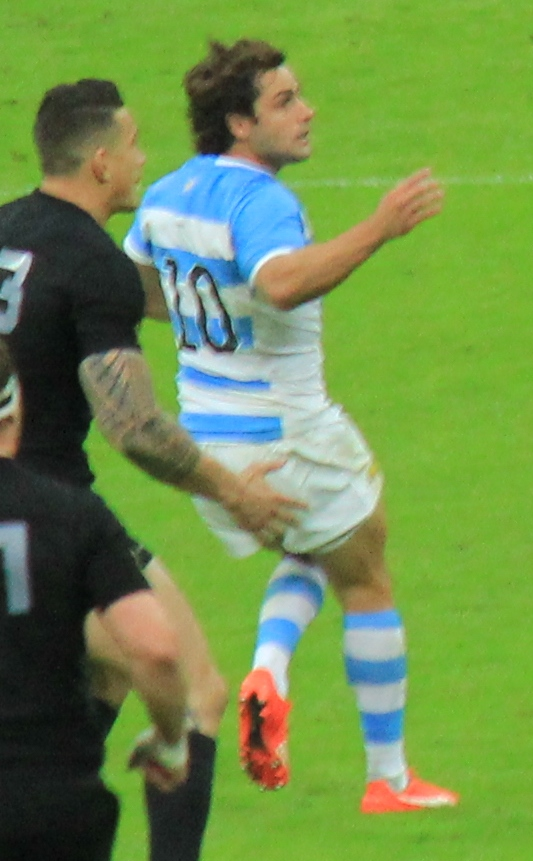
Nicolás Sánchez es el líder en la actualidad.

Esta es la lista de los máximos anotadores de drops en test matches de rugby.

## Anotadores
Actualizado el 31 de marzo de 2019
Se indica la posición más usual del jugador. Los jugadores en negrita continúan activos en sus seleccionados, mientras que los que están en cursiva continúan activos en sus clubes pero no en sus seleccionados.
|    | Jugador                  | Drops | Selección  | Carrera   | Posición |
| -- | ------------------------ | ----- | ---------- | --------- | -------- |
| 1  | Jonny Wilkinson          | 36    | Inglaterra | 1998–2011 | Apertura |
| 2  | Hugo Porta               | 26    | Argentina  | 1971–1990 | Apertura |
| 3  | Rob Andrew               | 21    | Inglaterra | 1985–1997 | Apertura |
| 4  | Diego Domínguez          | 20    | Italia     | 1991–2003 | Apertura |
| 5  | Naas Botha               | 18    | Sudáfrica  | 1980–1992 | Apertura |
| 6  | Stefano Bettarello       | 17    | Italia     | 1979–1988 | Apertura |
| 7  | Dan Parks                | 17    | Escocia    | 2004–2012 | Apertura |
| 8  | Jean-Patrick Lescarboura | 15    | Francia    | 1982–1990 | Apertura |
| 9  | Ronan O'Gara             | 15    | Irlanda    | 2000–2013 | Apertura |
| 10 | Jonathan Davies          | 13    | Gales      | 1985–1997 | Apertura |
| 11 | Pierre Albaladejo        | 12    | Francia    | 1954–1964 | Fullback |
| 12 | John Rutherford          | 12    | Escocia    | 1979–1987 | Apertura |
| 13 | Nicolás Sánchez          | 12    | Argentina  | 2010–     | Apertura |
| 14 | Guy Camberabero          | 11    | Francia    | 1982–1991 | Apertura |
| 15 | Lisandro Arbizu          | 11    | Argentina  | 1990–2005 | Centro   |

Esta lista no considera a los partidos jugados en los British and Irish Lions, como si lo hace Wikipedia en inglés por consideraciones personales de editores británicos. Ni los partidos que Porta jugó con Sudamérica XV.